# Pilotrichum splendens
Pilotrichum splendens là một loài rêu trong họ Pilotrichaceae. Loài này được (Reinw. & Hornsch.) Müll. Hal. mô tả khoa học đầu tiên năm 1851.